# Villa Maximilian August von Schmieden
Die Villa des Generalmajors Maximilian August von Schmieden liegt im Stadtteil Niederlößnitz der sächsischen Stadt Radebeul, in der Winzerstraße 43.

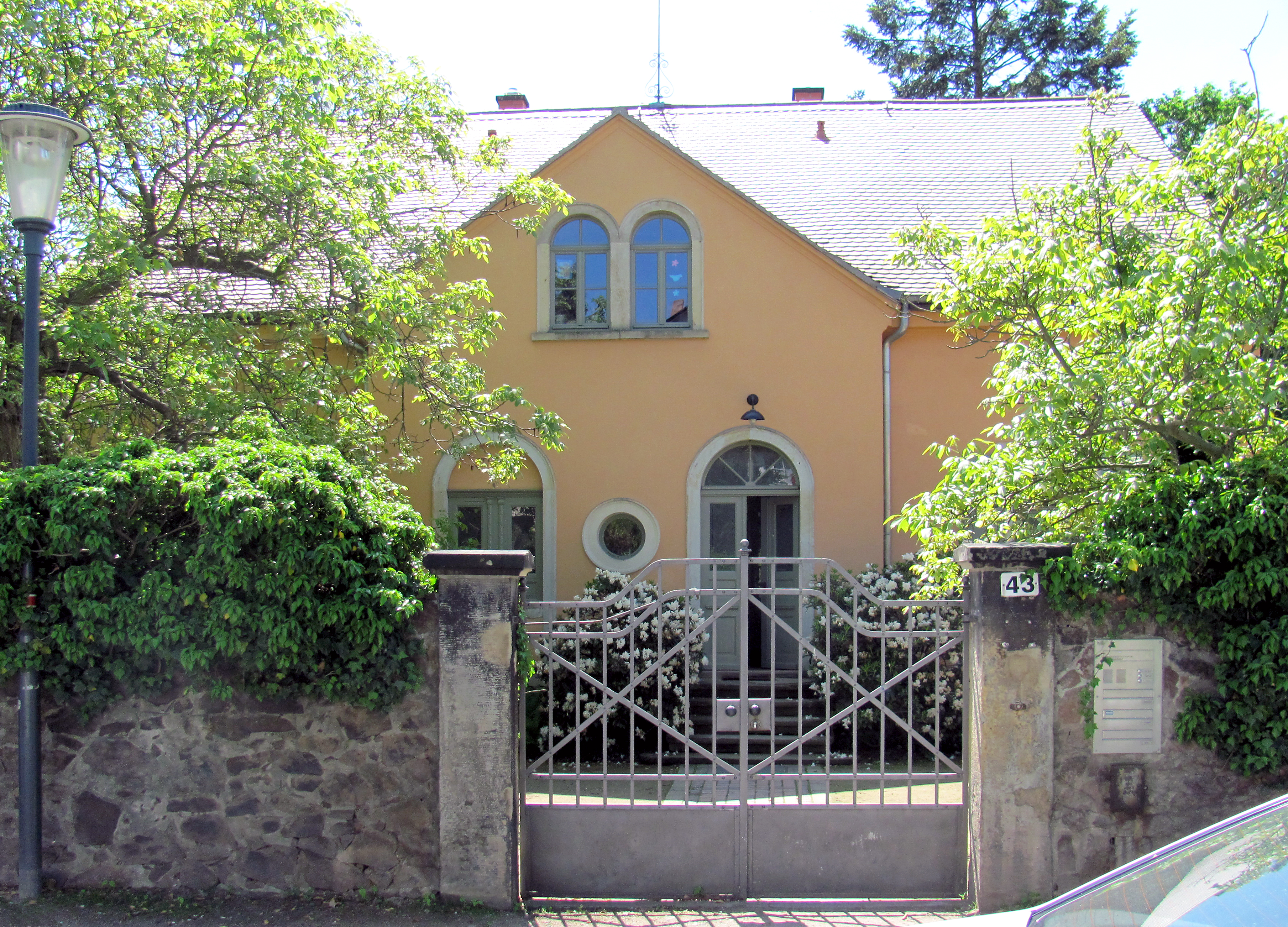
Villa Winzerstraße 43

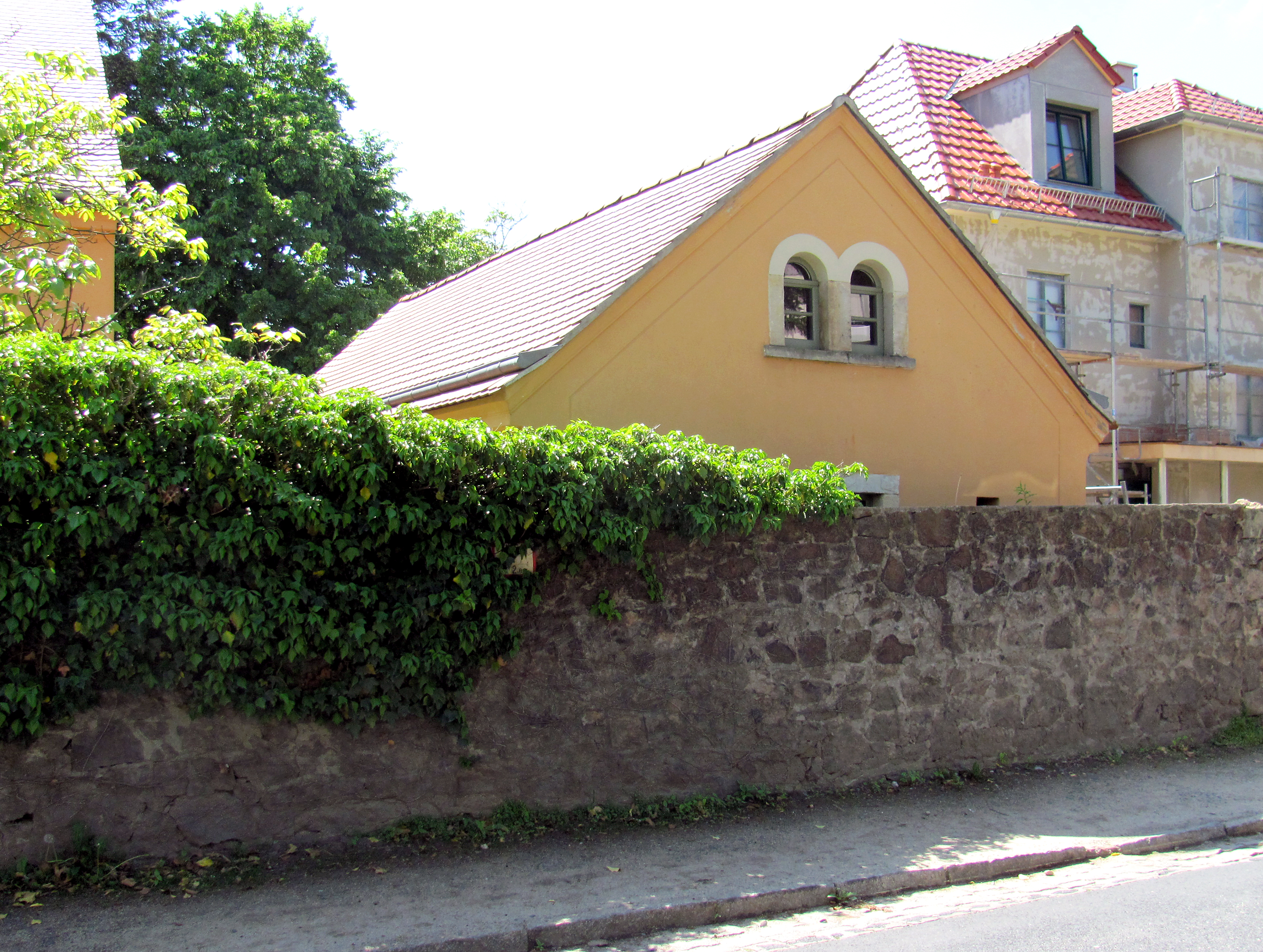
Nebengebäude der Villa

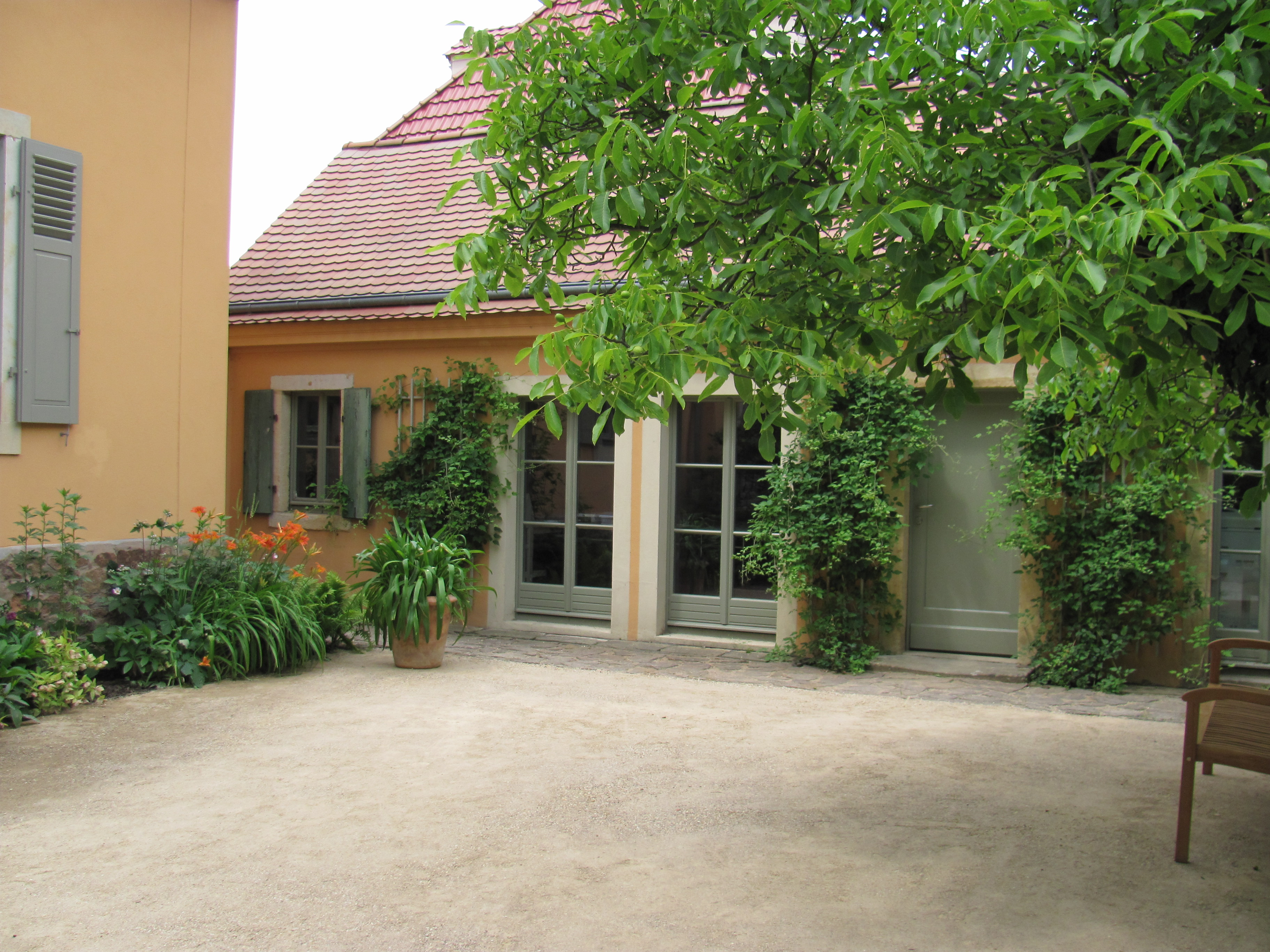
Zum Wohnen umgebautes Waschhaus

## Beschreibung
Die 1872 vom Kötzschenbrodaer Baumeister August Große für den pensionierten Generalmajor Maximilian August von Schmieden (1817–1893) errichtete landhausartige, anderthalbgeschossige Villa steht zusammen mit dem ehemaligen Waschhaus, dem Garten, der Einfriedung und der Toreinfahrt unter Denkmalschutz.
Der Putzbau auf einem Bruchsteinsockel steht traufständig zur Straße, obenauf befindet sich ein Satteldach. In der Straßenansicht steht ein zweigeschossiger Mittelrisalit mit einem dreieckigen Giebel und Rundbogenfenstern, auf der Gartenseite befindet sich seitlich des Risalits eine Rundbogentür, symmetrisch dazu auf der anderen Seite eine Blindtür. Die Fenster des schlichten Gebäudes sind durch Gewände eingefasst, teilweise mit geraden Verdachungen.
Auf der linken Seite befindet sich eine hölzerne Veranda, rechts des Gebäudes steht zur Straße hin mit dem ehemaligen Waschhaus ein eingeschossiges, giebelständiges Nebengebäude. Dieses wurde zu Wohnzwecken umgebaut.
Die Einfriedung besteht aus einer Bruchsteinmauer mit einem schmiedeeisernen Gittertor zwischen Sandsteinpfosten.
Über Schmiedens Witwe und dann die Erben ging das Anwesen an seinen Sohn August von Schmieden (1860–1939), der unter dortiger Adresse ab 1931 im Adressbuch zu finden ist und bis zu seinem Lebensende 1939 dort wohnte. Bis 1944 sind dann wieder Schmiedens Erben im Adressbuch eingetragen.
Das Grabmal von Maximilian August v. Schmieden befindet sich auf dem Friedhof Radebeul-West, wo er zusammen mit seinem Sohn, dem Generalleutnant August von Schmieden, beerdigt ist.